# Jan Kojan
Jan Kojan (10. srpna 1886 Kojákovice – 5. června 1951 České Budějovice) byl český akademický malíř a sochař.

## Život
Jan Kojan se narodil v rodině Jakuba Kojana a Kateřiny roz. Králové v Kojákovicích č.p. 43. Krátce navštěvoval českobudějovickou reálku. Roku 1900 přestoupil na bechyňskou odbornou keramickou školu. Po jejím ukončení byl dva roky zaměstnán jako malíř keramiky. Roku 1906 byl přijat na C.k. umělecko-průmyslovou školu v Praze. Následně (od šk. r. 1912/13) pokračoval ve studiu na Akademii výtvarných umění v Praze, krátce ve speciální škole prof. V. Hynaise, zejména však u prof. K. Krattnera.
V červenci 1914 byl mobilizován do 1. světové války. V bitvě o Przemyśl padl do zajetí. V Rusku se oženil s učitelkou Jelizavetou Petrovnou Vindrajevskou. Krátce vyučoval kreslení na střední škole v Kozlově (dnes Mičurinsk). V roce 1919 se spolu s manželkou vrátil do Československa.
Po válce pokračoval ve studiu na Akademii v Praze u prof. Krattnera a úspěšně absolvoval v r. 1922. Zásadní vliv na Kojanovu tvorbu měl půlroční pobyt v Paříži roku 1926, kde se seznámil se současnou francouzskou tvorbou. Roku 1940 se zakoupil domek ve Lhotě u Borovan. Od roku 1949 trpěl vleklou chrobou. Zemřel 5. června 1951 v nemocnici v Českých Budějovicích. Pohřben byl na hřbitově v Mladošovicích.
Od r. 1913 byl členem Jednoty umělců výtvarných a od r. 1929 vystavoval se Sdružením jihočeských výtvarníků, kde byl čestným členem.
Po II. světové válce se stal členem Výtvarného odboru Umělecké besedy. Opakovaně vystavoval v zahraničí, s Jednotou umělců v Oslu (1929) a ve Vídni (1932). Dále pak na souborných výstavách českého a slovenského umění ve Vídni (1934), v Moskvě a Leningradě (1937). V r. 1939 reprezentoval svým dílem na Bienále v Benátkách.
Za cyklus Rybolov obdržel v r. 1929 cenu České akademie věd a umění, výroční cenu pak obdržel v letech 1935 a 1938. Roku 1940 získal cenu Jihočeského národohospodářského sboru. V roce 1946 první cenu ve výtvarné soutěži nakladatelství Práce. Společně s V. Rabasem, V. Sedláčkem a V. Radou je hlavním představitelem moderní národní tradice v české krajinomalbě v období mezi I. a II. světovou válkou.

## Dílo
Kojanova raná malířská tvorba, převážně figurálního a portrétního zaměření, inklinuje ke staromistrovské uhlazenosti a nijak nepředznamenává jeho budoucí umělecké směřování. Zlatá Praha reprodukuje jeho obrazy Houby, Navíječka cívek, Zabíjačky, Jihočeská pouť a oltářní triptych Procesí v Jižních Čechách. Spíše ojedinělou sochařskou tvorbu reprezentují pomníky vojákům padlým v první světové válce, které vytvořil v roce 1923 v Kojákovicích a o rok později v nedaleké Branné. Ve své vrcholné malířské tvorbě se zejména věnoval jihočeské krajině, a to především Třeboňsku. Často zachycoval rybáře, výlovy rybníků, hráze rybníků, sádky a vesničany. Významná je i jeho pozdější portrétní tvorba, která reflektuje moderní výtvarné směry. Okrajově maloval i pražské motivy.
V první polovině dvacátých let se námětově významně přiblížil malířům Umělecké besedy, představitelům sociálního umění. V některých obrazech (např. Pastýř, Návrat z pole, Paběrkáři, Večer, Žena u vody a Vlastní podobizna) lze vysledovat i vliv Neue Sachlichkeit. Po návratu z Francie můžeme od r. 1927 pozorovat výraznou změnu v jeho výtvarném projevu. Svůj vliv mělo studium krajinářské a figurální tvorby francouzských malířů André Dunoyera de Segonzaca a Marcela Gromaiera. Pastozní malba a práce s malířskou špachtlí vedly k sumárnosti a k osobitému modernímu výrazu zachycující krásy jihočeské krajiny zejména v období podzimního výlovu rybníků (např. Hráz, Sádky, Dub na hrázi, Loviště, Rozcestí a Nádvoří). Jeho krajinářskou tvorbu lze zařadit do kontextu malířů domova v Umělecké besedě. Figurální tvorbu z tohoto období reprezentují např. obrazy Zátah, Borkoviště, Dělník, ve více verzích Počítání ryb a zejména monumentální dílo Rybolov (270 x 500 cm, 1932–34). Další významné dílo Zlovený rybník (1946), který je v majetku Národní galerie v Praze, je již malován s větší lehkostí štětcového přednesu a ve vytříbeném koloristickém účinku. Některé obrazy z jeho závěrečné etapy uměleckého vývoje po roce 1940 se vyznačují dynamickým výrazem, např. obraz většího formátu Rybáři na lodích uzavírají síť (1942).

## Zastoupení ve sbírkách
- Alšova Jihočeská Galerie v Hluboké nad Vltavou, velký soubor obrazů z pozůstalosti
- Muzeum a Galerie Třeboň, stálá expozice autora
- Muzeum Jindřichohradecka (obrazová galerie)
- Národní galerie v Praze, např. obrazy Borkoviště, Dvůr s kašnou a Zlovený rybník
- Galerie hlavního města Prahy, např. obrazy Poprsí rybáře, Sádky a Restaurace za Stromovkou (obrazy on line)
- Oblastní galerie v Liberci, např. obrazy Návrat z pole, Na pouti a Zátiší s rybářským náčiním
- Oblastní galerie Vysočiny v Jihlavě, např. obrazy Paběrkáři, Rybáři na lovu a Rybolov
- Galerie umění Karlovy Vary, např. obrazy Seník a Zátiší se sumcem
- Galerie Středočeského kraje, např. obrazy Kaprový rybník a Vesnický dělník
- Moravská galerie v Brně, např. obraz Žena s máselnicí (obrazy on line)
- Obrazárna Pražského hradu, obraz Nakládání ryb na sádkách

## Výstavy (autorské)
- Rubešova galerie, Praha, 1920
- Topičův salon, Praha, 1928
- Dům umění (Ostrava), s M. Holým, 1935
- Obecní dům města Prahy, výstava k padesátinám, 1937
- Topičův salon, Praha, 1942
- Kračmarova galerie, Kladno, 1942
- Slovanský ostrov, Praha, Jan Kojan: 1886–1951, 1956
- Galerie Benedikta Rejta, Louny, Jan Kojan: K 80. výročí narození, 1966
- Alšova jihočeská galerie v Hluboké nad Vltavou, Jan Kojan: výběr z díla, 1976/77
- Městské muzeum a galerie Vodňany, Jan Kojan: obrazy, 1979
- Alšova jihočeská galerie, Wortnerův dům, Výstava k 110. výročí narození, 1996
- Muzeum a galerie Třeboň, Jan Kojan malíř a sochař, 2016

## Galerie

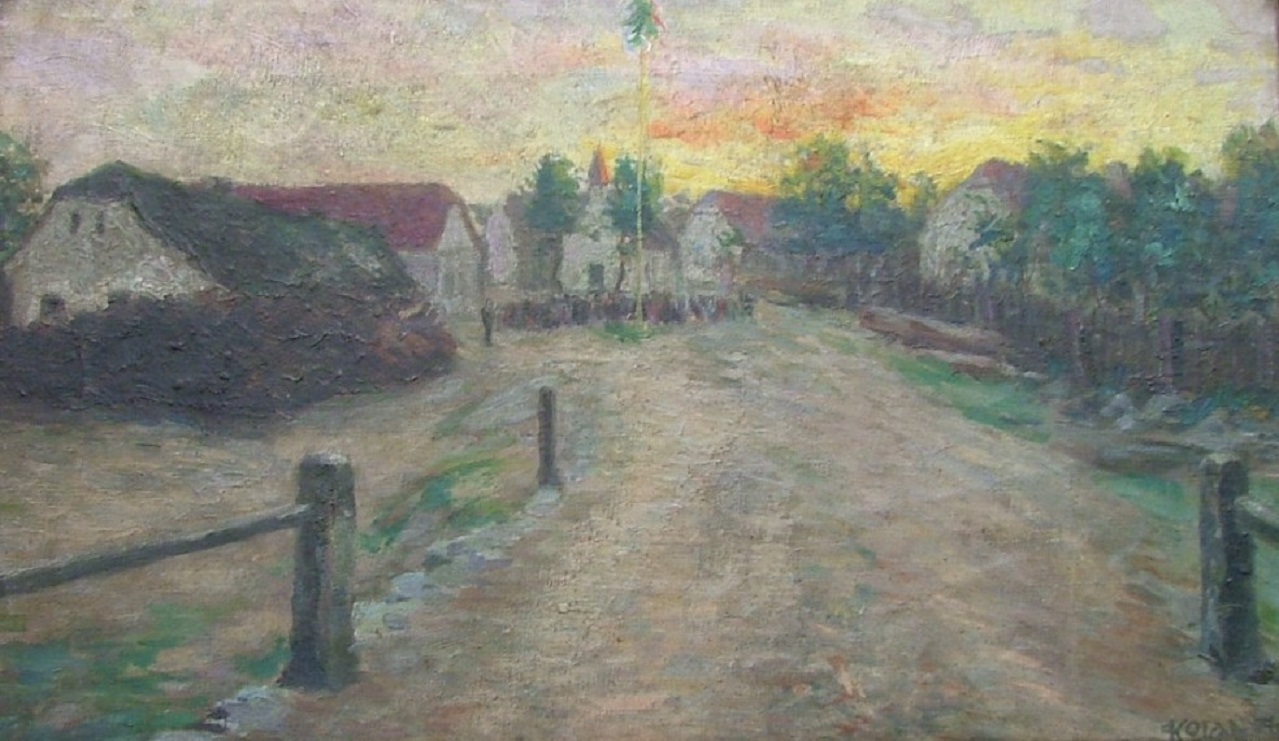
Jan Kojan Stavění májky (1909)
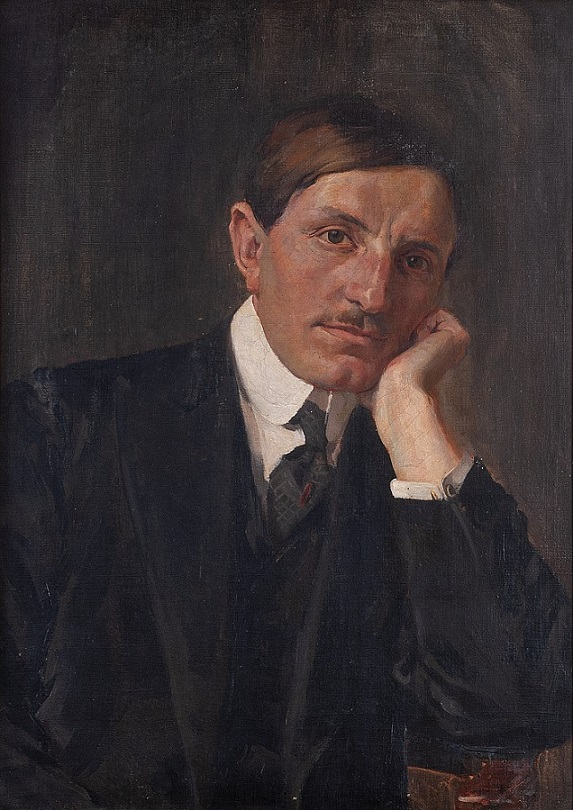
Jan Kojan Portrét muže
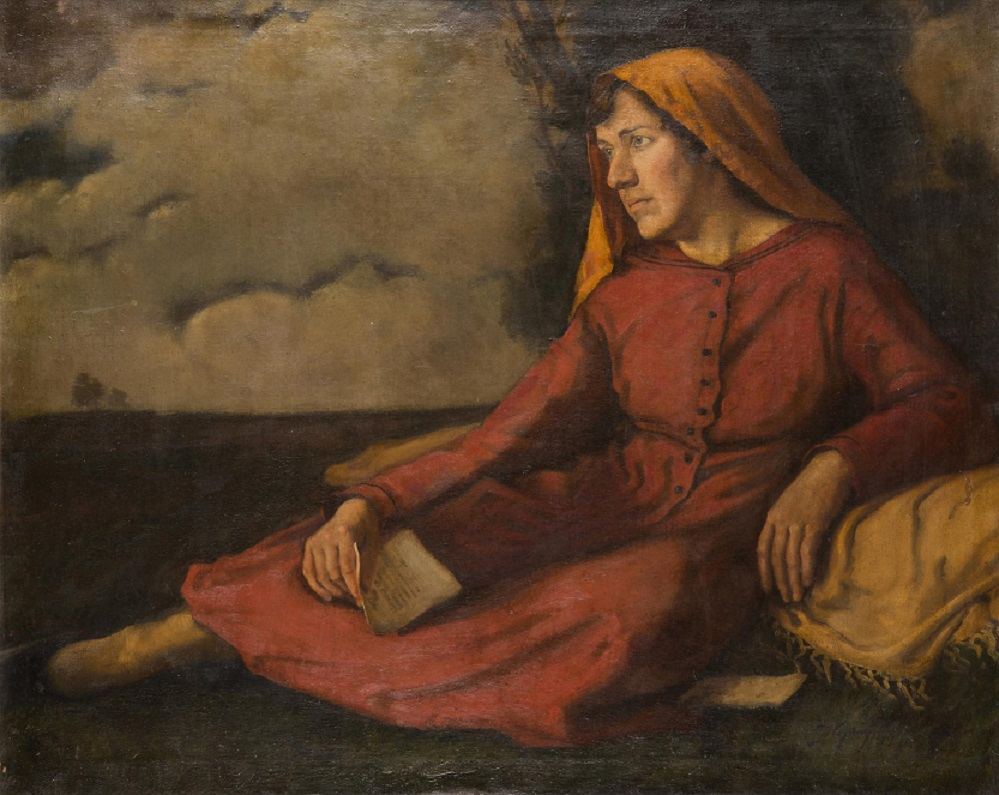
Jan Kojan Žena s dopisem (1914)
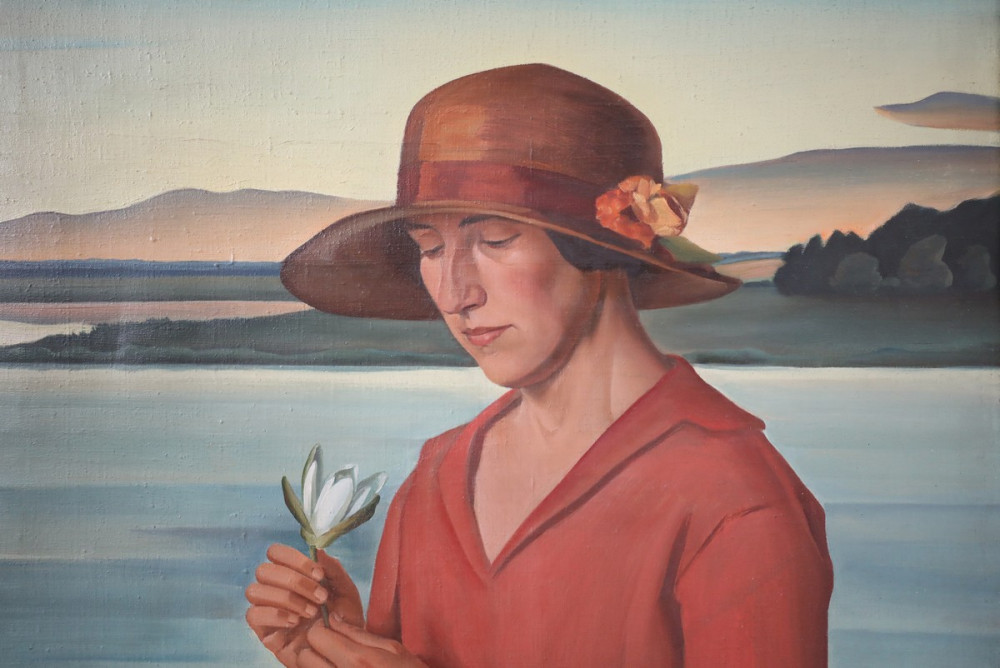
Jan Kojan Žena u vody (1925)
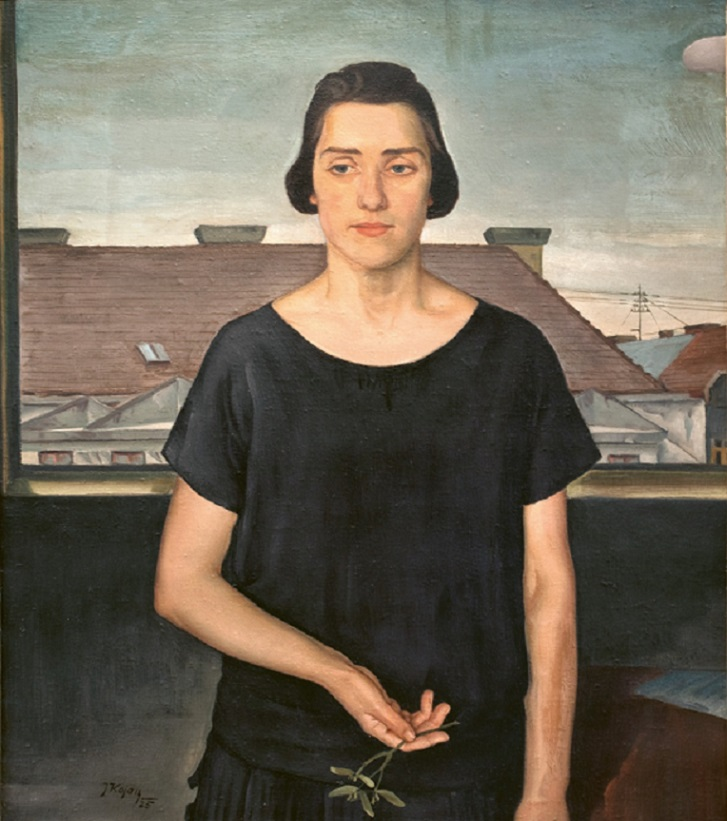
Jan Kojan Potrét choti (1925)
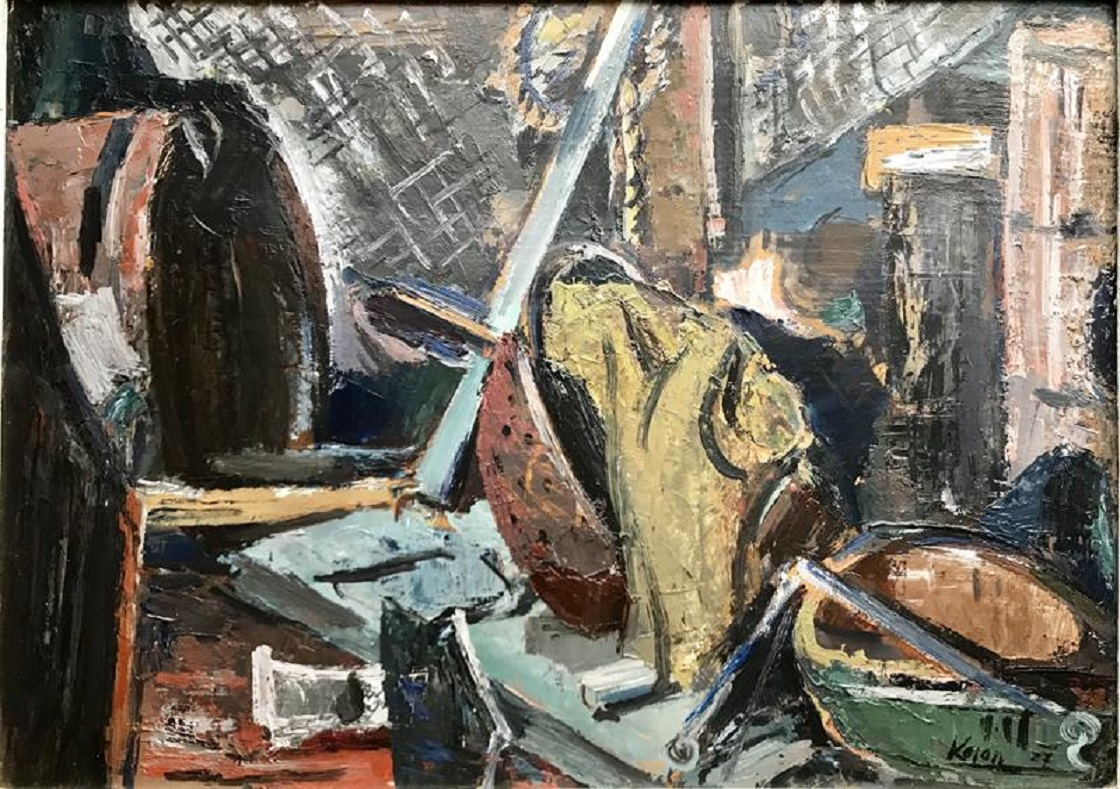
Jan Kojan Rybářské zátiší (1927)
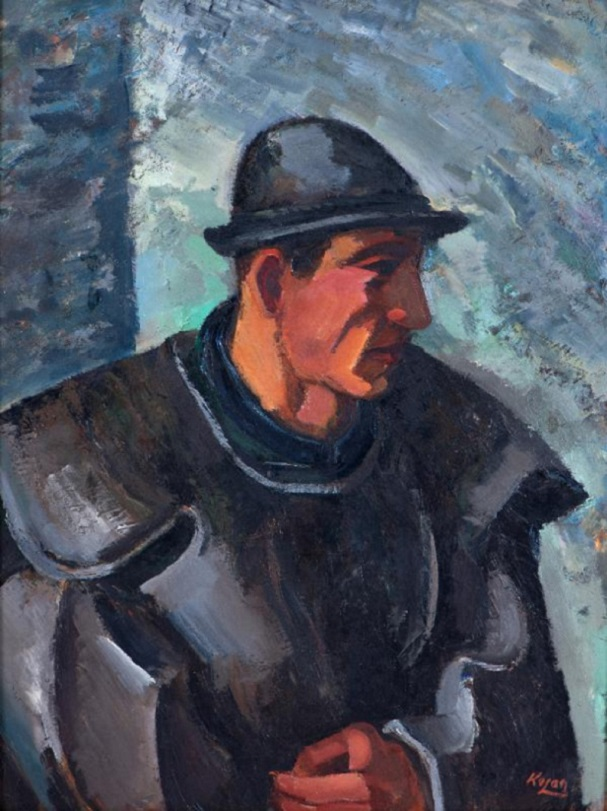
Jan Kojan Poprsí rybáře (okolo 1928)
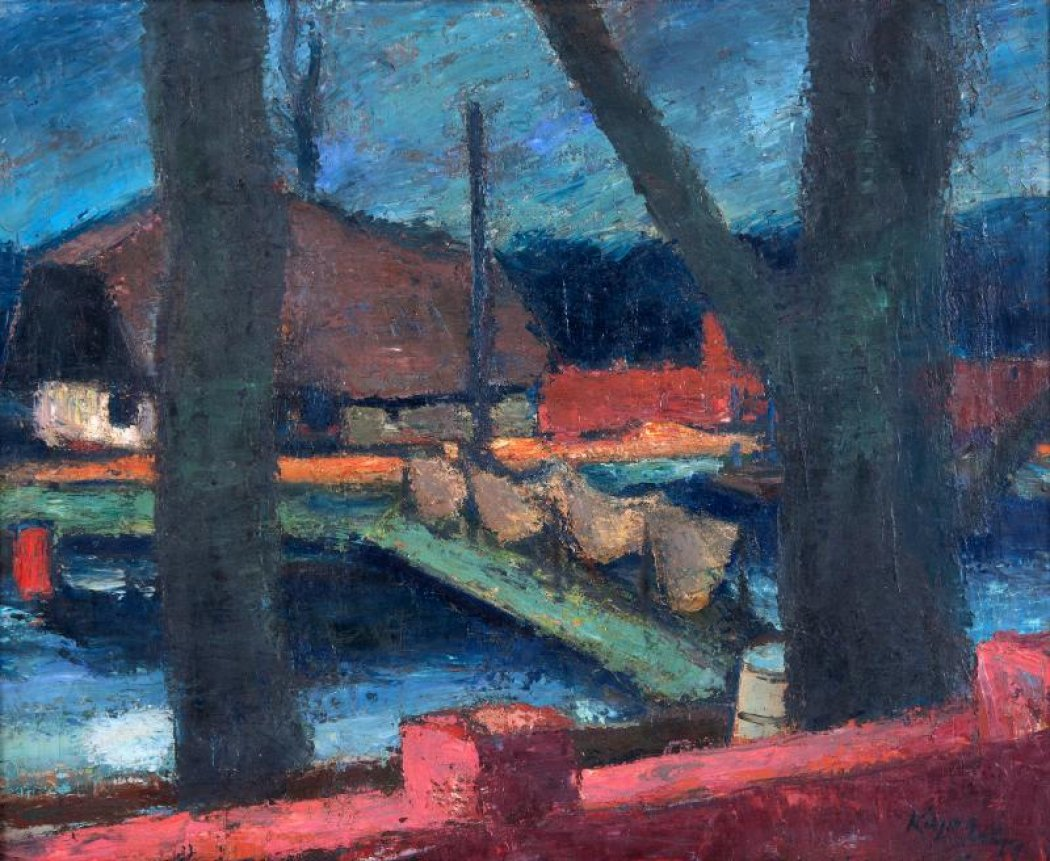
Jan Kojan Sádky (1930)
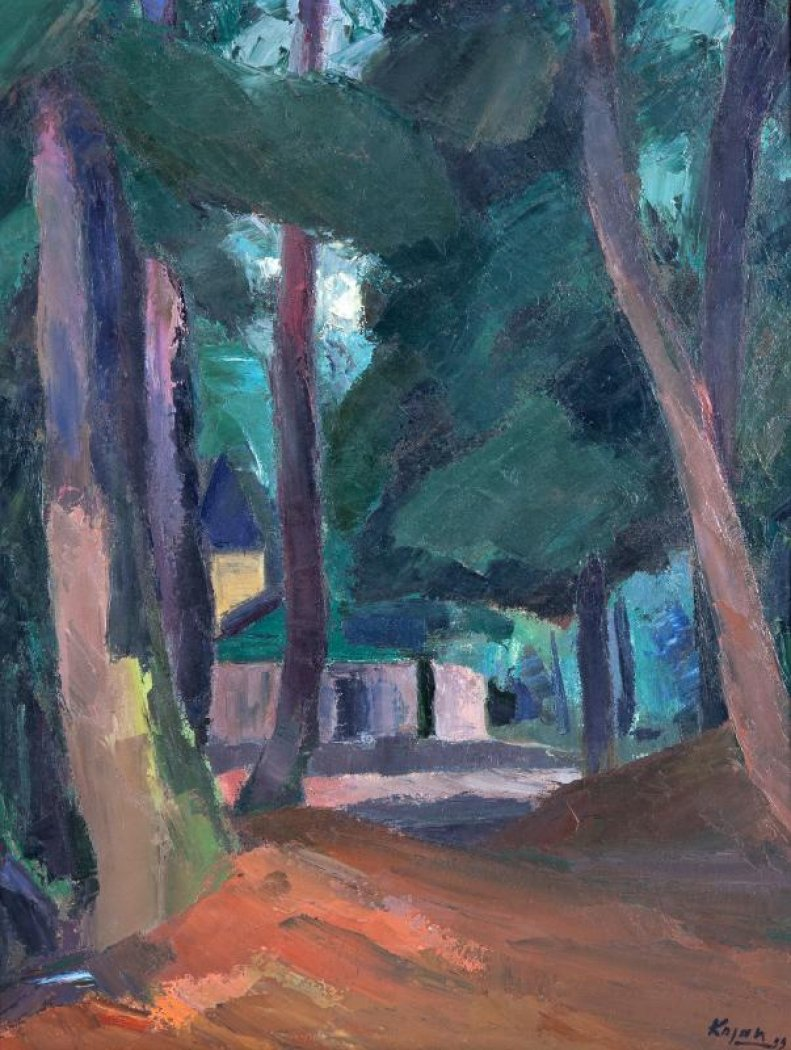
Jan Kojan Restaurace za Stromovkou (1933)
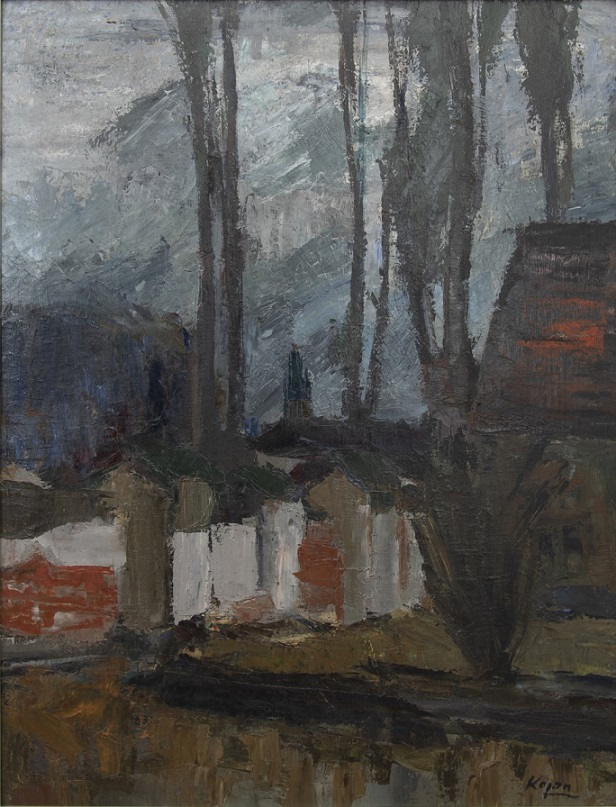
Jan Kojan Nádvoří (1935)
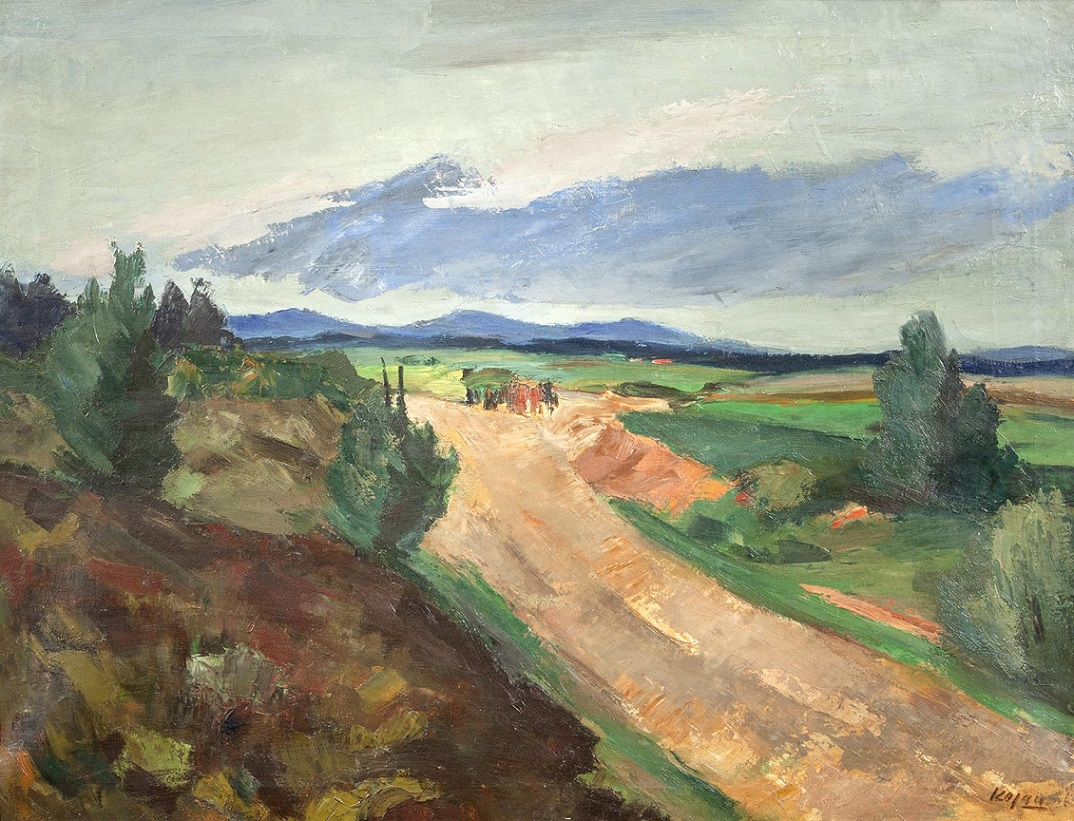
Jan Kojan Cesta u Třeboně
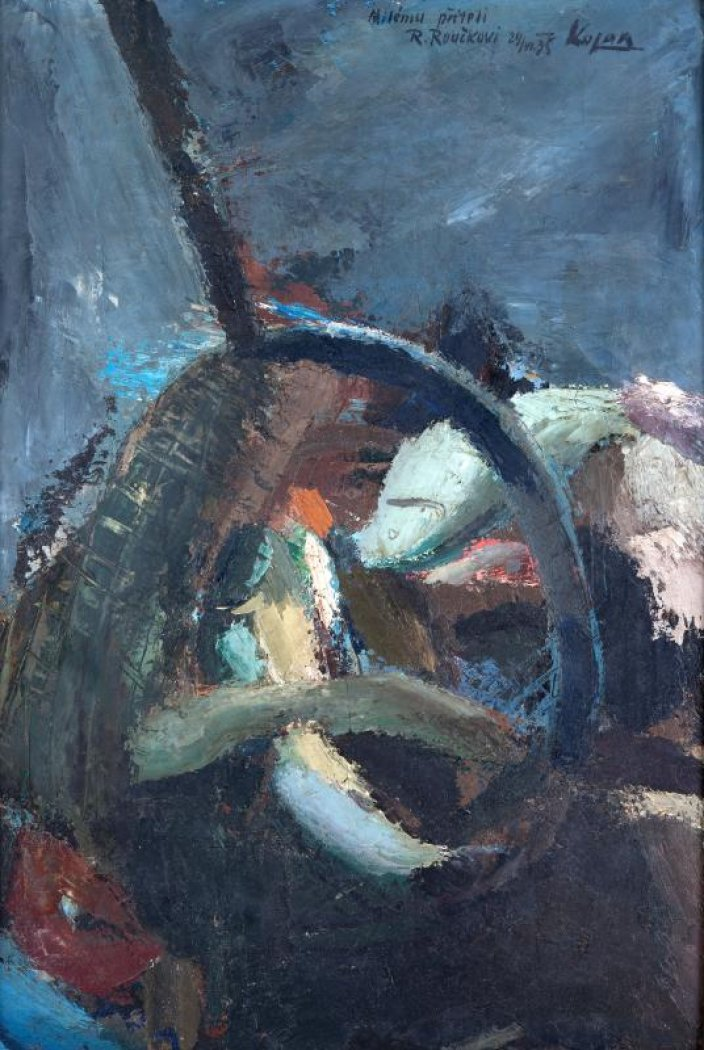
Jan Kojan Zátíší s keserem (1935)
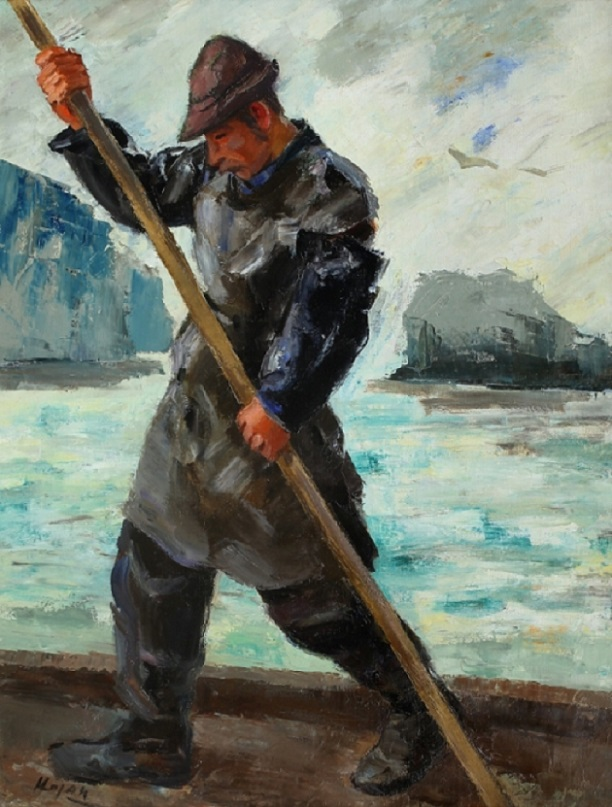
Jan Kojan Rybář s bidlem
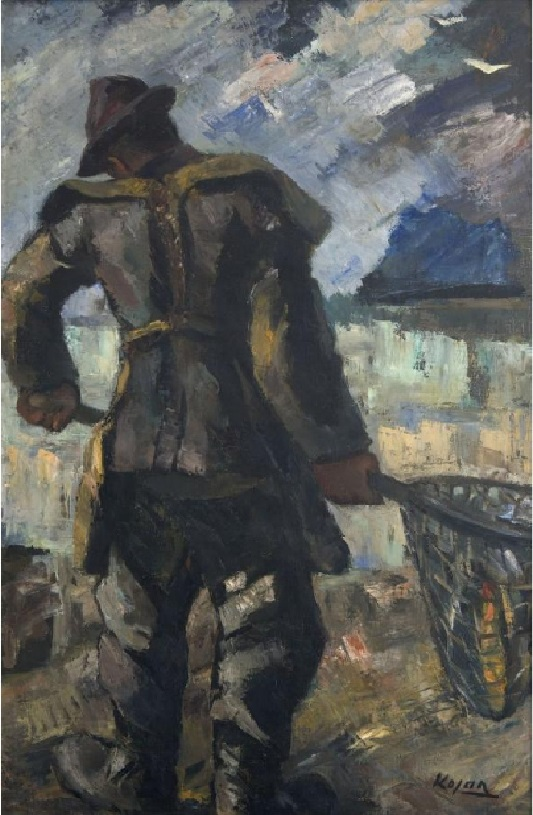
Jan Kojan Rybář s keserem
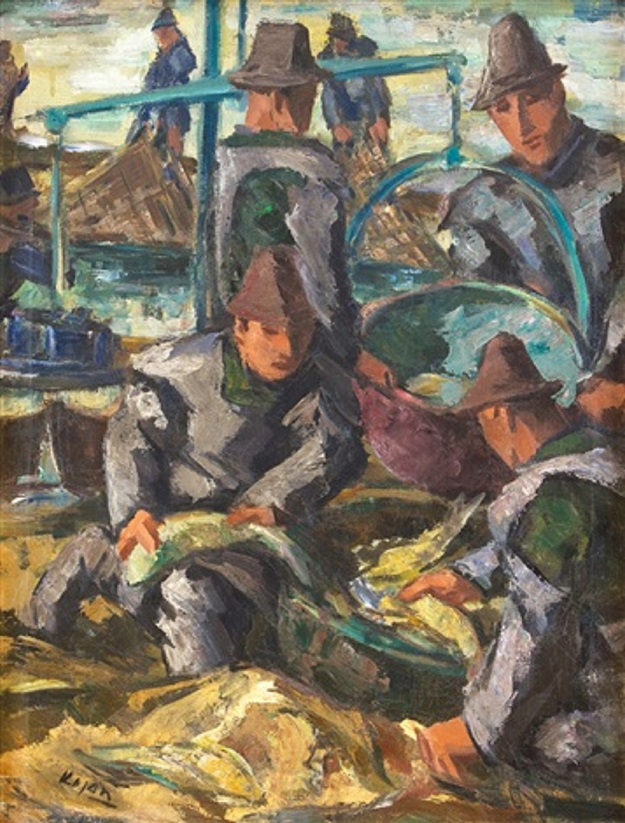
Jan Kojan Počítání ryb (okolo 1935)
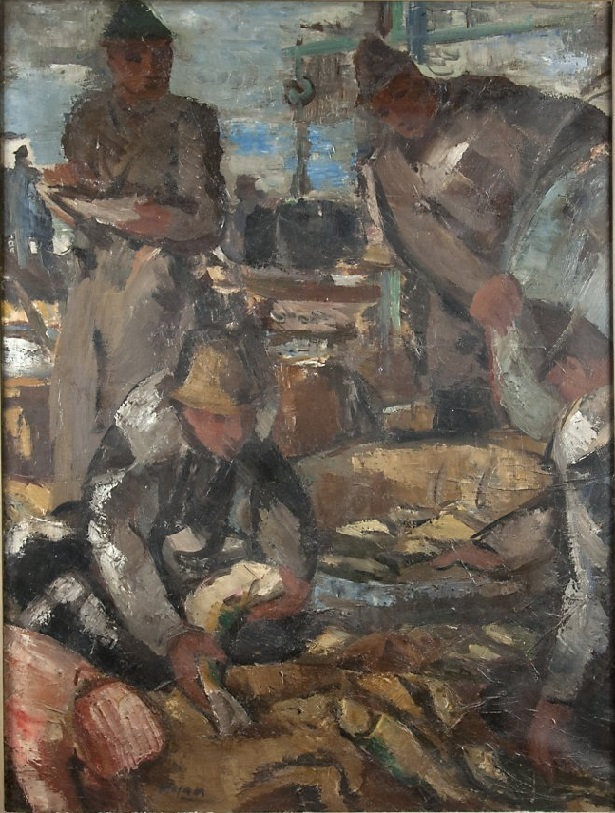
Jan Kojan Počítání ryb II
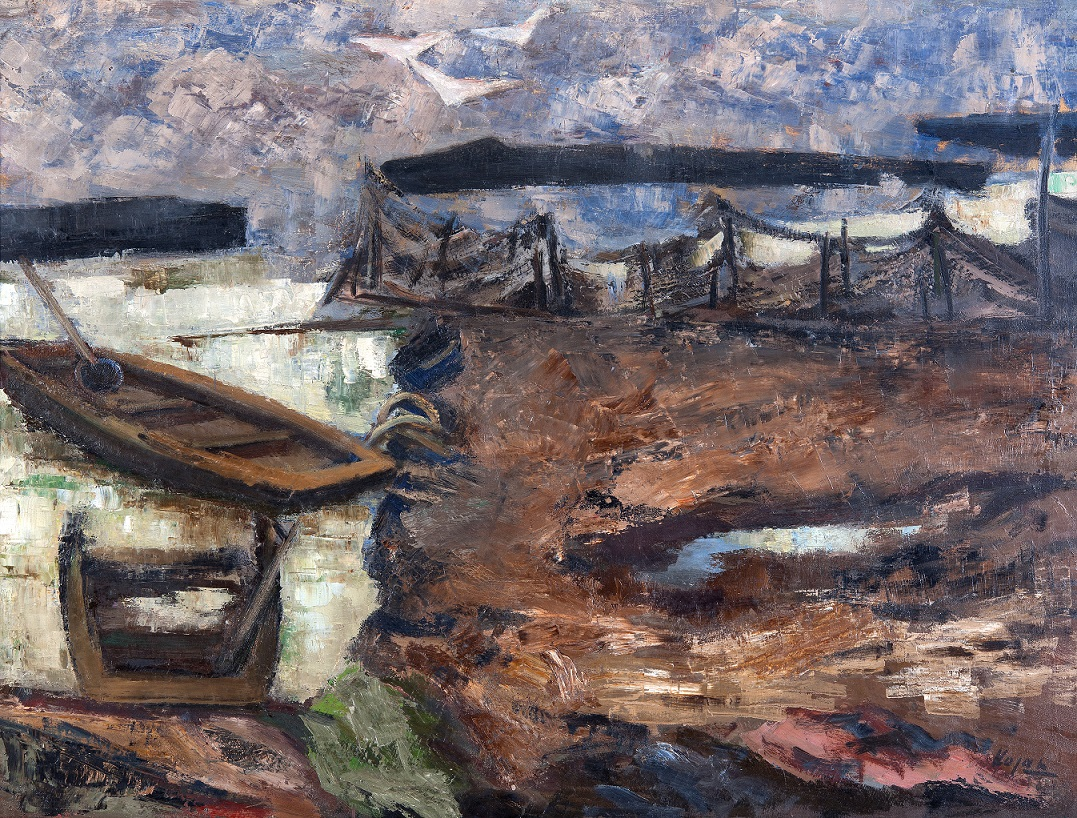
Jan Kojan Dvě lodě v lovišti (okolo 1935)
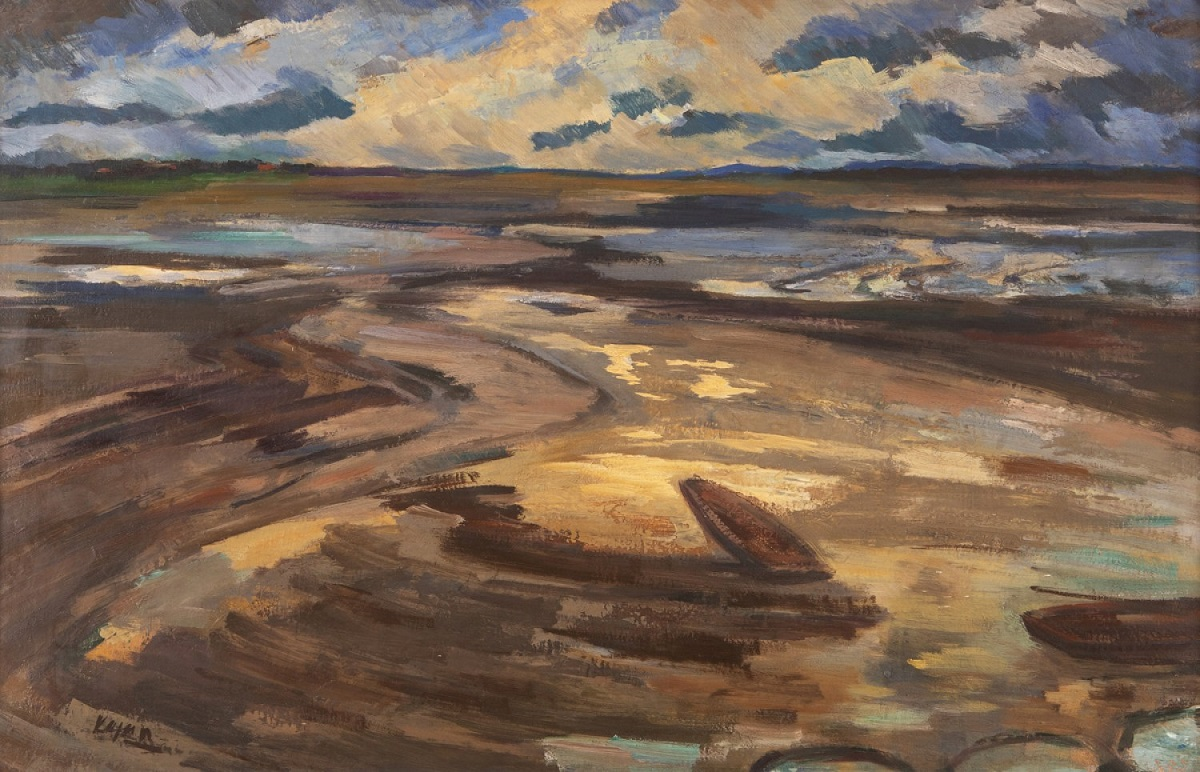
Jan Kojan Slovený rybník (1943)
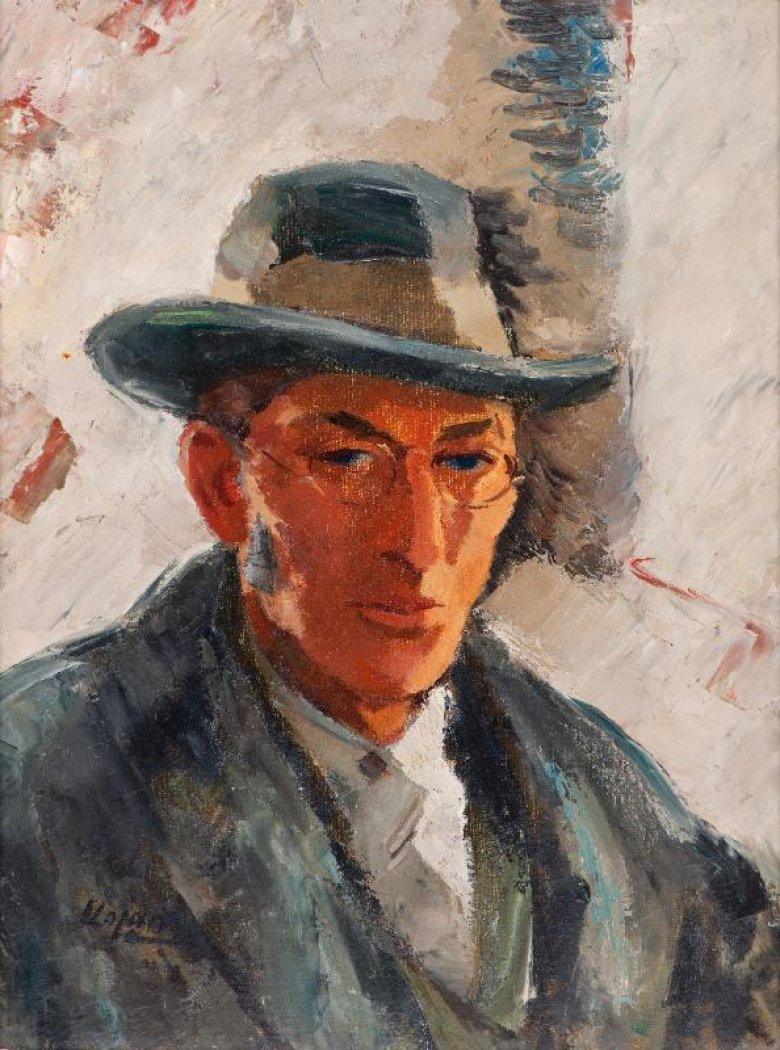
Jan Kojan Můj otec (okolo 1937)